# Березин, Анатолий Иванович
Анато́лий Ива́нович Бере́зин (16 декабря 1931, с. Рождествено, Ичалковский район, Мордовская АО, Средневолжский край, РСФСР, СССР — 28 апреля 1998, Саранск, Республика Мордовия, Россия) — советский партийный и государственный деятель. Первый секретарь Мордовского обкома КПСС (1971—90 гг.), Председатель Верховного Совета Мордовской АССР (1990—91 гг.).

## Биография
Русский. В 1946 году окончил Рождественскую семилетнюю, в 1949 — Ичалковскую среднюю школу, в 1953 — Мордовский педагогический институт имени А. И. Полежаева с квалификацией учителя истории средней школы. В институте избирался членом комсомольского бюро факультета и секретарём комсомольского бюро курса. С 1953 года — второй, с октября 1954 — первый секретарь Саранского горкома комсомола; с марта 1957 — секретарь по работе среди учащейся молодёжи, с сентября 1957 — первый секретарь Мордовского обкома ВЛКСМ. В 1954 году вступил в КПСС. В 1958 году в составе делегации Мордовской АССР посетил Всемирную промышленную выставку (Брюссель), в 1959 — участвовал в VII Всемирном фестивале молодёжи и студентов (Вена).
С августа 1961 года — первый секретарь Дубенского райкома КПСС, с декабря 1962 — секретарь парткома Атяшевского производственного колхозно-совхозного управления, с января 1965 года — первый секретарь Атяшевского райкома КПСС.
В 1967 году заочно окончил сельскохозяйственный факультет Мордовского государственного университета по специальности «агрономия». С апреля 1967 года заведовал отделом сельского хозяйства Мордовского обкома КПСС.
С апреля 1969 по июль 1970 года — первый секретарь Саранского горкома КПСС; за этот период повысил требовательность к кадрам, исполнительскую дисциплину партийных и советских руководителей.
С июля 1970 по 1971 год — второй секретарь Мордовского обкома КПСС. С 3 февраля по апрель 1971 года — председатель Совета Министров Мордовской АССР.
С апреля 1971 по 24 августа 1990 года — первый секретарь Мордовского обкома КПСС. Было принято постановление Совета Министров РСФСР о мерах помощи Мордовии и затем — совместное постановление бюро обкома КПСС и Совета Министров Мордовской АССР с конкретными заданиями для министерств, ведомств, партийных комитетов и исполкомов. С целью развития сельского хозяйства были приняты меры по повышению урожайности, строительству крупных животноводческих комплексов, созданию кормовой базы, орошению лугов и пастбищ; организовано производство поливальной техники на Саранском авторемонтном заводе; построен каскад крупных плотин на реке Мокше; построены крупные птицефабрики; сооружены 2320 км асфальтобетонных дорог и крупные железобетонные мосты через Мокшу. Были введены в строй действующих Саранская больница № 4, онкологический диспансер, республиканский противотуберкулёзный диспансер, детская больница № 1 и другие медучреждения. В составе партийных делегаций посетил ПНР (сентябрь 1974), Танзанию (февраль 1977), Конго (март 1977), Гваделупу (1980; VII съезд Гваделупской компартии), Мали (февраль 1985).
С 10 апреля по 17 октября 1990 года — председатель Верховного Совета Мордовской АССР.
Был избран:
- от Мордовской АССР — депутатом Верховного Совета РСФСР 8-го созыва (1971—1975)[8];
- от Мордовской АССР — депутатом Совета Союза Верховного Совета СССР 9-го (1974—1979)[9], 10-го (1979—1984)[10] и 11-го (1984—1989)[11] созывов;
- депутатом Верховного Совета Мордовской АССР 5—12-го созывов[2]. Народный депутат СССР в 1989—1991 гг.

Был избран с 1958 года членом Мордовского обкома КПСС, с 1969 года — членом бюро обкома; делегатом XXIII, XXIV, XXV и XXVI съездов КПСС. В 1971—1976 годы — член Центральной ревизионной комиссии КПСС, в 1976—1991 — член ЦК КПСС.
В 1991 году вышел на пенсию.

## Семья
- Отец — Иван Данилович Березин, участник Великой Отечественной войны; слесарь, пчеловод.
- Мать — Любовь Васильевна[5].
- Жена (с 1955) — Галина[5].
- Дети:
  - Михаил — выпускник МГИМО,
  - Наталья — юрист,
  - Алексей — юрист[5], заместитель прокурора Республики Мордовия[16].

## Награды и звания
- Почётная грамота Президиума Верховного Совета РСФСР (1960)
- орден Трудового Красного Знамени (24.12.1965) — за достигнутые успехи в развитии народного хозяйства, науки и культуры Мордовской АССР
- орден Октябрьской Революции (27.8.1971) — за успехи, достигнутые в развитии сельскохозяйственного производства, выполнении пятилетнего плана продажи государству продуктов земледелия и животноводства
- два ордена Ленина (11.12.1973; 15.12.1981 — за заслуги перед Коммунистической партией и Советским государством и в связи с 50-летием со дня рождения)
- медали[1].

## Адреса
Саранск, ул. Демократическая.

## Память
С 16 декабря 2011 года в Мордовском республиканском краеведческом музее им. И. Д. Воронина была проведена выставка «А. И. Березин и его время», посвященная 80-летию со дня рождения А. И. Березина.

## Фотогалерея

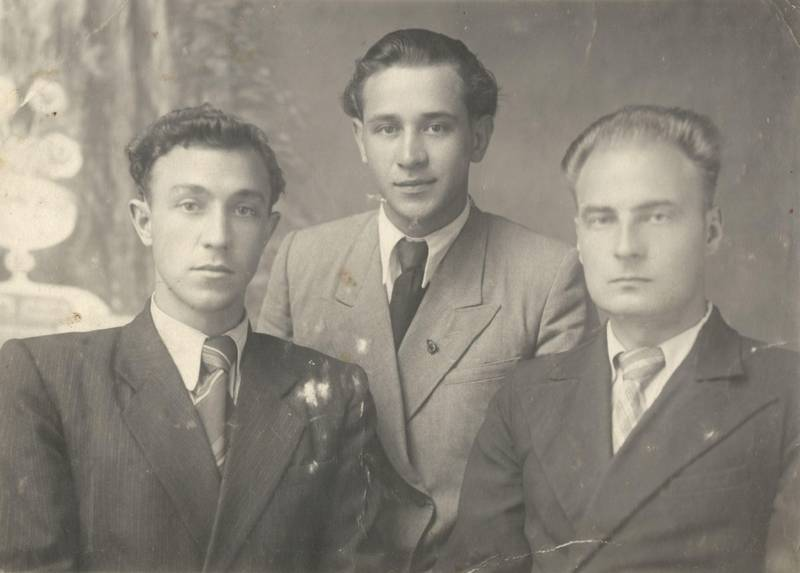
А.И. Березин (в центре) – первый секретарь Саранского горкома ВЛКСМ. 1954 г.
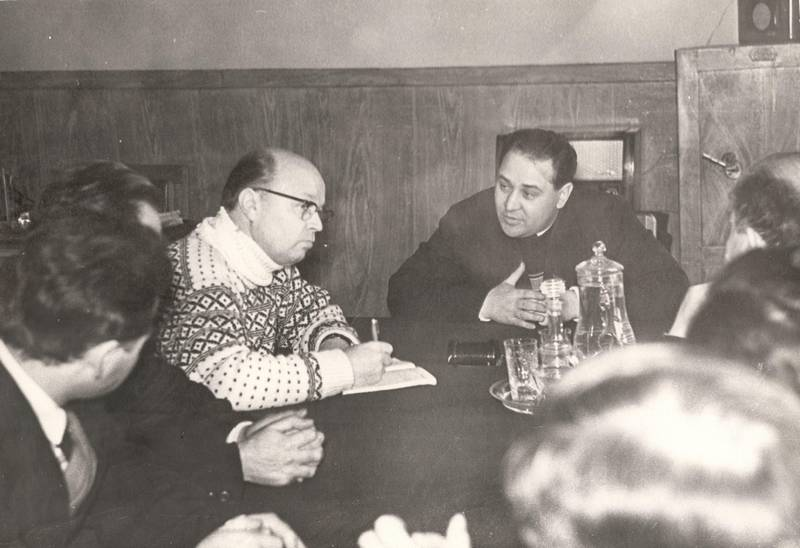
А.И. Березин (1-й справа) – первый секретарь Дубенского райкома КПСС. 1962 г..
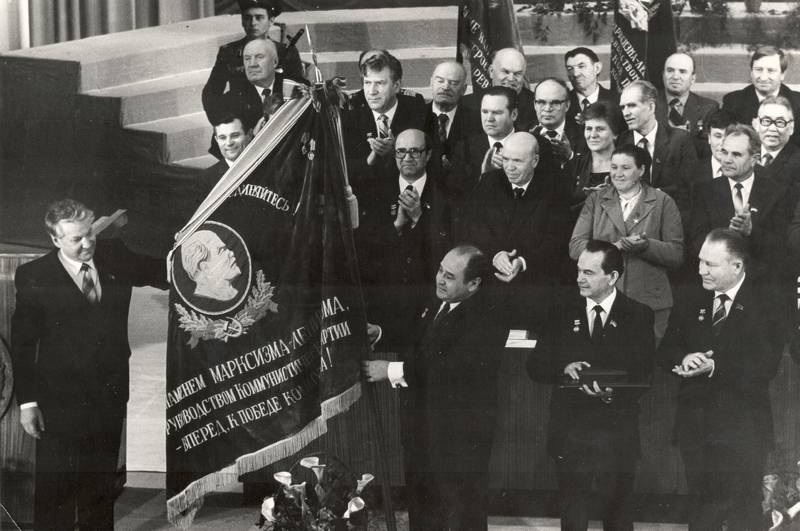
Секретарь ЦК КПСС Б.Н. Ельцин вручает А.И. Березину знамя с орденом Ленина. 1985 г.